# Qualitätsmodell nach Donabedian
Das Qualitätsmodell nach Donabedian ist ein von Avedis Donabedian entwickeltes Modell für die Qualitätsentwicklung im Gesundheitswesen. Im Jahre 1966 führte er mit einer Veröffentlichung zur Qualitätsbeurteilung von ärztlicher Leistung als Erster den Qualitätsbegriff in die Bereiche Medizin und Pflege wissenschaftlich ein. Dabei stellt er die notwendige Unterscheidung in Struktur-, Prozess- und Ergebnisqualität als zentrale Qualitätsdimensionen in der gesundheitlichen Versorgung dar.

## Qualitätsdimensionen
Er unterteilte den Qualitätsbegriff in drei in Abhängigkeit zueinander stehende Qualitätsdimensionen:
Struktur- oder Potenzialqualität (structure)
Unter Strukturqualität werden die Beschreibung der Rahmenbedingungen, die für die medizinische Versorgung im Einzelfall gegeben sind, und die zur Produkterstellung notwendigen Fähigkeiten der Institution, verstanden. Zum einen umfasst die Strukturqualität dabei die relativ stabilen Charakteristika der eingesetzten personellen und materiellen Ressourcen, die dem Leistungsanbieter zur Verfügung stehen. Materielle oder sachliche Rahmenbedingungen beziehen sich auf die technische Ausrüstung, die bauliche Einrichtung, die Infrastruktur sowie die Räumlichkeiten und Arbeitsmittel. Unter personellen Ressourcen lassen sich die Kenntnisse, Fähigkeiten, Kompetenzen, Qualifikationen sowie der Aus-, Weiter- und Fortbildungsstand des Personals subsumieren. Zum anderen sind auch die organisatorischen und finanziellen Gegebenheiten, z. B. Arbeitskonzepte und rechtliche/vertragliche Bestimmungen, unter denen sich der medizinische Versorgungsprozess vollzieht, gemeint. Darüber hinaus zeigt sich die Strukturqualität in den Zugangs- und Nutzungsmöglichkeiten des Produkts durch den nachfragenden Kunden.
Prozessqualität (process)
Die Qualität der Prozesse bezieht sich auf die Art und Weise wie Leistungen erbracht werden und beschreibt somit die Gesamtheit aller Aktivitäten, die im Verlauf der tatsächlichen Erstellung des Produkts vollzogen werden. Sie umfasst damit alle ärztlichen, pflegerischen und administrativen Tätigkeiten, die entweder direkt oder indirekt an dem unmittelbaren Versorgungsprozess beteiligt sind. Sie beinhaltet die Durchführung von Beratungen, den Ablauf der medizinischen Versorgung, die Handhabung von Pflegestandards und Vorschriften, das Aufnahmeverfahren, die Betreuungsplanung und -umsetzung sowie Wartezeiten.
Siehe auch: Prozessqualität
Ergebnisqualität (outcome)
Unter der Ergebnisqualität werden die Veränderungen des gegenwärtigen und zukünftigen Gesundheitszustandes des Patienten, die dem vorausgegangenen medizinischen, d. h. ärztlichen, pflegerischen und administrativen Handeln zuschreibbar sind, verstanden. Meist wird die Ergebnisqualität von den Patienten bewertet, Zufriedenheit und Lebensqualität sind dabei wichtige Qualitätsaspekte. Aber auch der Grad der Zielerreichung und Einhaltung von Zielvereinbarungen dienen in vielen Unternehmen als Synonyme für Erfolg. Jedoch können auch Kriterien wie die Zunahme an wahrgenommenen Ressourcen, z. B. besserer Zusammenarbeit nach innen und außen, als Kriterien der Ergebnisqualität dienen.
Donabedian geht davon aus, dass alle drei Qualitätsdimensionen in einem Zusammenhang stehen und sich gegenseitig beeinflussen. Die Strukturen wirken auf die Prozesse und diese bestimmen die Ergebnisqualität, welche wiederum das Planen von Veränderungen bei Prozessen und Strukturen hervorrufen wird. Dabei dient die Struktur als Basis für gute medizinische und pflegerische Leistungen und der Prozessqualität kommt für die Erzielung ebendieser eine hervorgehobene Bedeutung zu.
Wegen seiner Anschaulichkeit und Praktikabilität wurde dieses Konzept zunächst in anderen Bereichen des Gesundheitswesens aufgegriffen und wird inzwischen auch in der stationären und ambulanten Pflege angewendet. Er hat ein Ordnungssystem geschaffen, das allen Bemühungen sozialer Organisationen um Qualität zu Grunde liegen müsste, selbst der Gesetzgeber fordert den Nachweis dieser drei Qualitätskriterien.

## Kritik
Für die Kernprozesse in Gesundheitseinrichtungen ist ein Zusammenhang zwischen Prozess und Struktur unmittelbar ersichtlich, jedoch nimmt Donabedian hier eine lineare Beziehung an, die in der Praxis so nicht auffindbar sein muss.
Eine Hauptschwierigkeit liegt auch darin, dass Donabedian davon ausging, dass zwischen den drei Dimensionen ein kausaler Zusammenhang besteht. Dies würde bedeuten, dass eine Verbesserung der strukturellen und prozessualen Qualität automatisch zu einer Verbesserung des Ergebnisses führen würde. Jedoch ist gerade dies in Gesundheitseinrichtungen schwer nachzuweisen, da eine perfekte Durchführung einer Behandlungs- oder Pflegeleistung nicht zwangsläufig ein optimales Behandlungsergebnis erbringt. Auf Grund dessen, dass davon auszugehen ist, dass Krankheit kein statischer, ausschließlich von einer definierten äußeren Intervention abhängiger Zustand ist.
Ein weiterer Kritikpunkt an der Gültigkeit Donabedians Qualitätsverständnisses kann sein, dass aufbauend auf seinen Qualitätsdimensionen, viele Wissenschaftler weiterführende Qualitätsmodelle entwickelt haben, die das ursprüngliche Modell weiterentwickeln oder verbessern und somit Donabedians Modell eher eine grundlegende Bedeutung als momentan gegenwärtige Bedeutung zukommt.